# Cementerio de Ciriego
El cementerio de Ciriego es la principal necrópolis de  la ciudad  española de Santander, en Cantabria (España). Ubicado en el paraje de Ciriego, en la localidad de San Román de la Llanilla, ocupa 180 000 m² y destaca por su proximidad a la costa del mar Cantábrico.

## Historia
La necesidad de un nuevo cementerio para la ciudad de Santander data del año 1832. Por aquel entonces se crea el nuevo cementerio de la calle Alta, pero su aceptación fue nula. No obstante, hasta entonces, el cementerio era un extremo de la huerta del Convento de San Francisco, donde hay textos que indican que era tan pequeño «que no permite sepulturas marquedas ni monumentos».
El nuevo cementerio municipal de Ciriego sería proyectado por el arquitecto municipal Casimiro Pérez de la Riva en 1881, e inaugurado tras distintos avatares, el 3 de septiembre de 1893, tras la supervisión del nuevo arquitecto municipal Joaquín Ruiz Sierra.

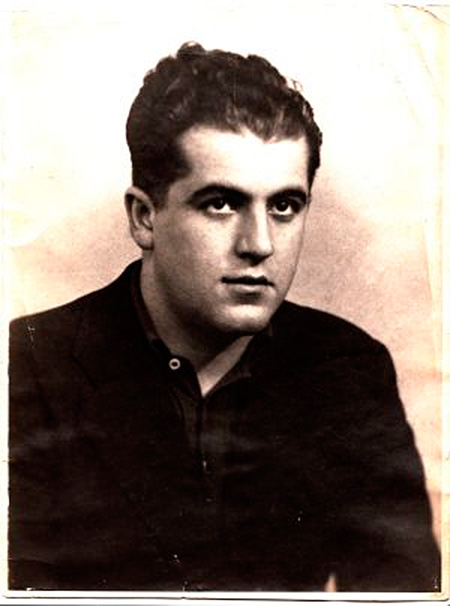
Rafael Rodríguez Rapún (1912-1937).

Durante la guerra civil española fue escenario de fusilamientos masivos de prisioneros republicanos procedentes de distintas prisiones y campos de concentración franquistas, especialmente del seminario de Monte Corbán. Se calcula que las víctimas mortales, entre 1937 y 1948, fueron al menos 836 personas. De ellas, 778 fueron inscritas en el libro de registro del cementerio como desconocidas por Tomás Soto Pidal, capellán mayor y administrador del mismo, a pesar de que los jefes de los piquetes portaban el oficio con los nombres de todos los que iban a ser fusilados. En memoria de los allí asesinados y enterrados en diversas fosas comunes, se erigieron en 1980 un monumento atribuido al escultor cántabro Jesús Otero (víctima también de la represión franquista) y el 14 de abril de 2001 varios monolitos conmemorativos donde figuran los nombres de los hombres y mujeres allí sepultados.